# Mill Creek (Mineral Creek)
Der Mill Creek (englisch für „Mühlbach“) ist ein nicht ständig wasserführender Bach im Gila County im US-Bundesstaat Arizona.
Er entspringt in den Pinal Mountains im Tonto National Forest, etwa 12 Kilometer südwestlich des County-Hauptortes Globe.
Der Bach fließt in westliche Richtung und bildet ab der Grenze zum Pinal County zusammen mit dem Cedar Creek den Mineral Creek. Seine Länge beträgt knapp 10 km.